# Ю
Ю (minuskule ю) je písmeno cyrilice. Výslovnostně odpovídá výslovnosti slabiky ju v češtině (pokud následuje po tvrdé souhlásce, vyslovuje se pouze jako u, j se "vyčerpá" na změkčení souhlásky, podobně jako se v češtině dě vyslovuje jako [ďe]).
Písmeno je obsaženo v azbukách všech východoslovanských jazyků, ale pouze v jednom balkánském jazyku zapisovaném cyrilicí a to bulharštině. Vyskytuje se ve většině azbuk neslovanských jazyků, není obsaženo například v osetské a abchazské azbuce. Ve většině případů se jedná o předposlední písmeno azbuky, s výjimkou kavkazských jazyků, které mají jako poslední písmeno zařazeno písmeno Ӏ (paločka).
Chantyjština využívá k zápisu i variantu písmena Ю s diakritikou: Ю̆.